# Barázdásbálna-félék

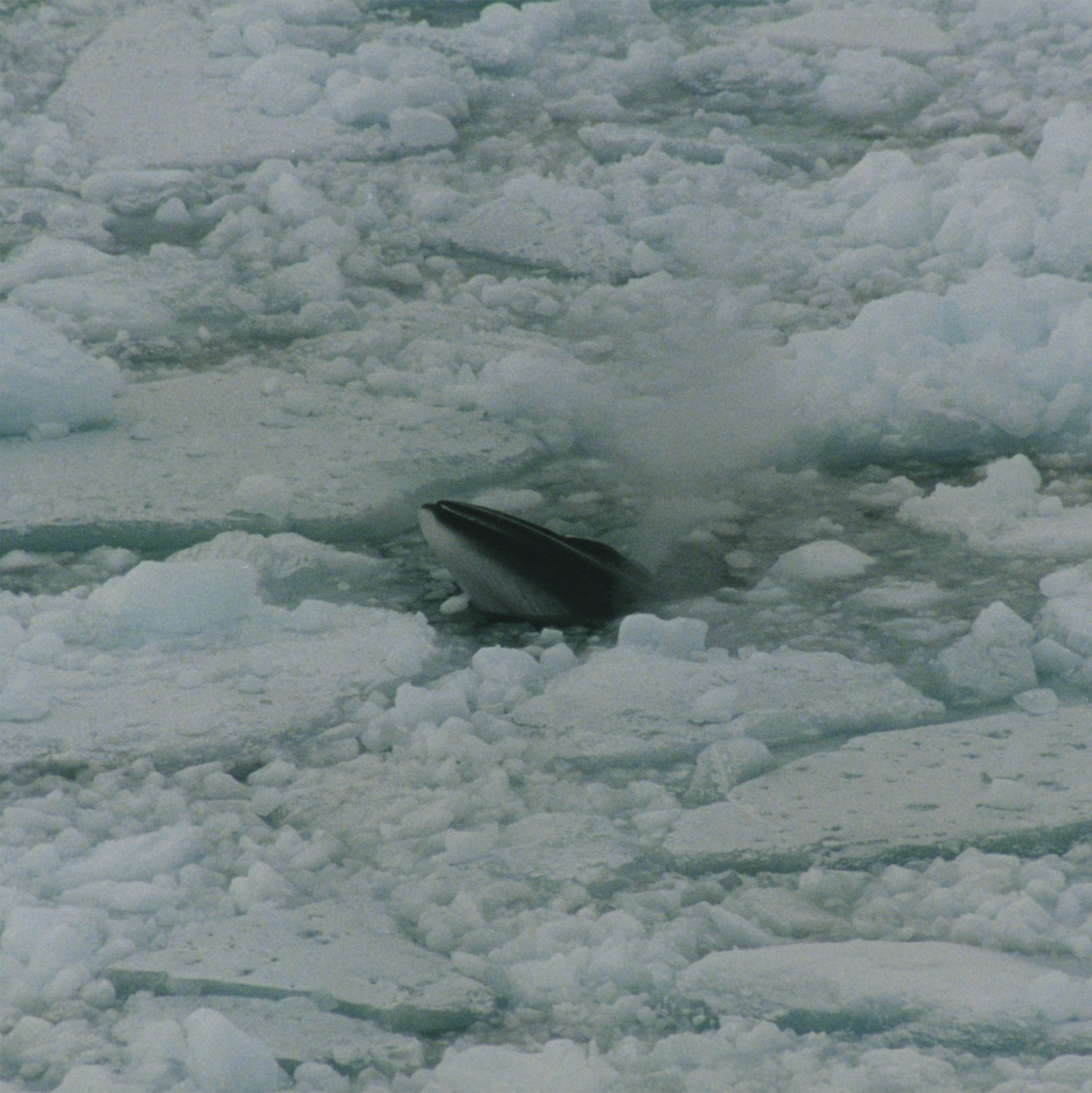
Déli csukabálna (Balaenoptera bonaerensis)

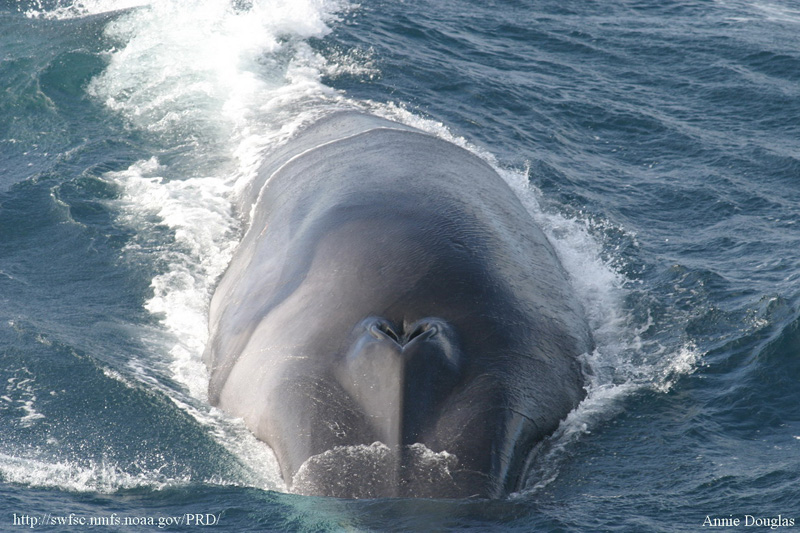
Közönséges barázdásbálna (Balaenoptera physalus)

A barázdásbálna-félék (Balaenopteridae) az emlősök (Mammalia) osztályának párosujjú patások (Artiodactyla) rendjébe, ezen belül a cetek (Cetacea) alrendágába tartozó család.
A családba 8 recens faj tartozik.

## Előfordulásuk
A barázdásbálna-félék a világ összes óceánjában megtalálhatóak. A csukabálna csak az északi félteken él, míg a déli csukabálna csak a déli félteken található meg, de mindkét faj az elterjedési területén mindenütt fellelhető.
A hosszúszárnyú bálna csak vándorlása során jön a parthoz közel. A kék bálna és a déli csukabálna Antarktisz leghidegebb vizeibe is bemerészkednek. A tőkebálna a legészakibb részekre is beúszik, míg a közönséges barázdásbálna megelégszik a jéghatár közelében maradni. A hidegkedvelő fajok között is az idősebb példányok beljebb (sarkok felé) hatolnak, mint a fiatalok.
A barázdásbálnák télen a mérsékelt és trópusi vizekben ellik borjaikat, aztán nyáron a sarki övezetekhez vándorolnak, hogy planktonnal és krillel táplálkozzanak.

## Megjelenésük
Ezeknek az állatoknak a közös jellemzője a redőzött torokbarázdák, amelyeknek segítségével ki tudják tágítani a toroktérfogatukat. Közülük a tőkebálnának vannak a legrövidebb barázdái.
A barázdásbálnák családja adta a valaha élt legnagyobb állatokat, köztük a kék bálnát, amelynek egyes példányai elérik a 173 tonna testtömeget is. Két másik faj túlhaladja az 50 tonnát. A legkisebb fajuk is, a csukabálna eléri a 9 tonnás tömeget.
A barázdásbálna-félék alakja, hatalmas testük ellenére, karcsú és hidrodinamikus; ez és a barázdák, különböztetik meg őket a tömzsibb testfelépítésű simabálnáktól. A barázdásbálnák mellúszói is keskenyebbek és hosszabbak, mint a simabálnáké. A test vége felé, a farok közelében egy kisebb hátúszó helyezkedik el.

## Életmódjuk
Táplálkozás közben a bálnák nagy mennyiségű vizet és táplálékot falnak be. Aztán a vizet a szilák és a nyelv segítségével kiszűrik. A barázdásbálnák tápláléka, fajtól függően lehet kisebb rákok, mint amilyen a krill vagy különböző halfajok, például heringek és szardíniák.

## Szaporodásuk
A vemhesség 11-12 hónapig tart, emiatt az ellések és párzások körülbelül az év ugyanabban a szakában történnek meg. Az anyaállat egy borjat ellik, amelyet, fajtól függően, 6-12 hónap után választ el. Egyes fajok 2-5 fős, kisebb csoportokba verődnek. A hosszúszárnyú bálna kedve szerint odaszegődhet egy csoporthoz vagy éppen magányosan jár.

## Rendszerezésük
Korábban a barázdásbálna-félék családját két alcsaládra osztották, a Balaenopterinaera és a Megapterinaera és mindkettő egy-egy nemmel rendelkezett. Azonban a filogenetikus kutatások bebizonyították, hogy a család valójában parafiletikus csoportot alkot, vagyis a csoport tagjai visszavezethetők egy közös ősre, viszont a csoport maga nem tartalmazza annak a bizonyos legközelebbi közös ősnek az összes leszármazottját; emiatt az alcsaládos rendszert még 2005-ben elvetették. 2003 novemberében felfedeztek egy új fajt, a Balaenoptera omurai-t, amely igen hasonlít a közönséges barázdásbálnára (Balaenoptera physalus), de kisebb ennél. Az Indiai- és a Csendes-óceánokban él.
A nembe az alábbi 2 élő nem és 11-13 fosszilis nem tartozik:
- Balaenoptera Lacépède, 1804 – típusnem
- Megaptera J .E. Gray, 1846

- †Miobalaenoptera Tanaka & Watanabe, 2019 – késő miocén, Japán
- †Archaebalaenoptera Bisconti, 2007 – késő miocén-pliocén, Hollandia, Olaszország, Peru
- †Nehalaennia
- †Cetotheriophanes Brandt, 1873 – késő pliocén, Olaszország
- †Diunatans Bosselaers & Post, 2010 – kora pliocén, Északi-tenger, Hollandia
- †Incakujira Marx & Kohno 2016 – középső miocén, Peru
- †Parabalaenoptera Zeigler, 1997 – késő miocén, Kalifornia
- †Plesiobalaenoptera Bisconti, 2010 – középső miocén, Olaszország
- †Plesiocetus Van Beneden, 1859 – középső miocén-középső pleisztocén, Európa, Dél-Amerika
- †Praemegaptera
- †Protororqualus Bisconti, 2007 – pliocén, Földközi-tenger

- †Fragilicetus Bisconti & Bosselaers, 2016 – kora pliocén, Belgium; meglehet, hogy nem barázdásbálna[4]
- †Burtinopsis (nomen dubium)

Egy 2012-es évi rendszerezés szerint a családba 4 élő nem tartozik: Balaenoptera – csak a közönséges barázdásbálna, Megaptera – hosszúszárnyú bálna, Pterobalaena – a két csukabálna és Rorqualus – az összes többi; ám ebből egyelőre nem lett semmi.
A 2018-as évben végzett genetikai kutatások, azt sugallják, hogy talán a szürkebálnafélék (Eschrichtiidae) is igazi barázdásbálna-félék lennének, de a tudomány még mindig külön kezeli ezt a két csoportot.

### Fordítás
- Ez a szócikk részben vagy egészben  a   Rorqual című angol Wikipédia-szócikk ezen változatának fordításán alapul.  Az eredeti cikk szerkesztőit annak laptörténete sorolja fel. Ez a jelzés csupán a megfogalmazás eredetét és a szerzői jogokat jelzi, nem szolgál a cikkben szereplő információk forrásmegjelöléseként.
- Ez a szócikk részben vagy egészben  a   List of extinct cetaceans#Suborder_Mysticeti című angol Wikipédia-szócikk ezen változatának fordításán alapul.  Az eredeti cikk szerkesztőit annak laptörténete sorolja fel. Ez a jelzés csupán a megfogalmazás eredetét és a szerzői jogokat jelzi, nem szolgál a cikkben szereplő információk forrásmegjelöléseként.